# Гуртуев, Салих Султанбекович
Салих Султанбекович Гуртуев (1938, Белая Речка, Кабардино-Балкария — 26 июня 2020, Нальчик) — балкарский поэт и переводчик. Народный поэт Кабардино-Балкарской Республики, Народный поэт Республики Калмыкия (2020), автор более 25 книг поэзии, литературных эссе и переводов. За перевод на балкарский язык поэмы «Витязь в тигровой шкуре»  удостоен звания «Почётный гражданин города Тбилиси» (2011).

## Биография
Салих Султанбекович Гуртуев родился 28 мая 1938 года в селе Белая Речка, Кабардино-Балкарская АССР. В 1944 году вся семья с детьми была депортирована в Среднюю Азию. Там Салих закончил среднюю школу. После возвращения из ссылки поступил в Кабардино-Балкарский госуниверситет, окончил в 1963 году по специальности «Преподаватель балкарского и русского языков и литератур». В 1986–1991 годах был главой Государственного Комитета Кабардино-Балкарской Республики по делам издательств, полиграфии и книжной торговли. В 2008 создал и возглавлял в течение семи лет «Клуб писателей Кавказа». В последние годы работал в литературном журнале на балкарском языке «Минги-Тау».
Скончался 26 июня 2020 года в одном из госпиталей Нальчика. По сообщению его родственников, смерть последовала от осложнений после заражения коронавирусом.